# Schistura clatrata
Schistura clatrata és una espècie de peix de la família dels balitòrids i de l'ordre dels cipriniformes.

## Morfologia
Els mascles poden assolir els 6,6 cm de longitud total.

## Distribució geogràfica
Es troba al riu Kong (la conca del riu Mekong al sud de Laos).

## Estat de conservació
Les seues principals amenaces són els canvis antropogènics del seu hàbitat (com ara, la construcció de preses, la desforestació i les pràctiques agrícoles gens sostenibles, les quals provoquen erosió del sòl, sedimentació i contaminació de l'aigua).